# دهستان الوارس
دهستان الوارس یکی از دهستان‌های شهرستان سرعین در استان اردبیل ایران است. این دهستان در بخش مرکزی شهرستان سرعین قرار دارد و براساس سرشماری مرکز آمار ایران در سال ۱۳۹۰، جمعیت آن ۴۶۷۲ نفر (در ۱۲۹۶ خانوار) بوده‌است.